# Тројка
Тројка (рус. Тройка) су руска кола или санке са запрегом од 3 коња, од којих средњи са високим оглавником око врата, иде у оштром касу, док два бочна коња имају темпо галопа. Запрега се може кретати до 50 km/s. Ова стара руска запрега, јединствена у целом свету, осмишљена је тако да омогући брже прелажење дужих растојања.